# زیموفیلوس رافینوسیوورانس
زیموفیلوس رافینوسیوورانس (نام علمی: Zymophilus raffinosivorans) نام یک گونه از شاخه فیرمیکوت‌ها است.